# Istalsna (stacja kolejowa)
Istalsna – stacja kolejowa w pobliżu miejscowości Istalsna, w gminie Lucyn, na Łotwie. Położona jest na linii Rzeżyca - Zilupe.